# 스리랑카땃쥐
스리랑카땃쥐(Suncus fellowesgordoni)는 땃쥐과의 포유류이다. 스리랑카의 토착종이다. 서식지 감소로 멸종 위협을 받고 있다.